# Principiul lui Fermat

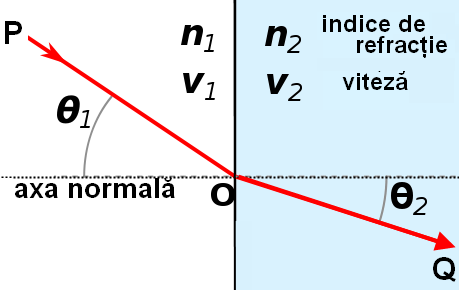
Principiul lui Fermat conduce către legea lui Snell:

Principiul lui Fermat afirmă ca la trecerea unei raze de lumină prin medii cu densități diferite, aceasta va urma traiectoria pe care va putea să o parcurgă în timpul cel mai scurt.
Poartă numele matematicianului Pierre de Fermat.